# La stanza degli omicidi
La stanza degli omicidi (The Kill Room) è un film del 2023 diretto da Nicol Paone.

## Trama
Patrice Capullo è un'elegante e appassionata mercante d’arte proprietaria della “Program Gallery”, una piccola e agonizzante galleria d’arte di New York, con problemi economici che rischiano di farle perdere gli ormai ultimi artisti che ancora collaborano con lei.
Gordon Davis è il proprietario di una panetteria specializzata nella produzione di Bialy, affiliato però ad un’organizzazione mafiosa, e si occupa di omicidi su commissione svolti dal suo giovane protetto Reggie Pitt. Per poter riciclare l’enorme quantità di denaro derivante dalle sue operazioni malavitose, Gordon entra in contatto con Patrice, che conosce grazie ad un piccolo spacciatore di droga che rifornisce abitualmente l’imprenditrice. L’idea di Gordon consiste nell’utilizzare la galleria di Patrice come mezzo per riciclare i soldi mediante la vendita fittizia di opere d’arte.
Reggie Pitt, oltre a proseguire il suo lavoro come killer, comincia quindi a dipingere e a realizzare le sue opere sotto lo pseudonimo di “The Bagman”.
La strana collaborazione comincia fin da subito a dare i suoi frutti: Gordon ottiene una perfetta copertura per riciclare i soldi e Patrice una ingente e sempre più elevata quantità di denaro che le permette di risollevare le sorti della sua galleria.
In breve tempo però, la fortuna economica di Patrice e della sua galleria, e il tentativo di tenere nascosto il suo fantomatico artista, attira l’attenzione di ricchi collezionisti e critici d’arte, che vedono in Bagman un grande talento. Le richieste di opere dell’artista emergente diventano così l’obiettivo di facoltosi collezionisti da tutto il mondo e Patrice, in accordo con Raggie e del reticente Gordon, decidono di non nascondersi più e di sfruttare l’occasione per acquisire ricchezza e popolarità, tagliando definitivamente i rapporti con la famiglia mafiosa che li tiene in pugno. Il capomafia con il figlio Anton, non sono però disposti a rinunciare al controllo sulla situazione, perciò i tre decidono di offrire al boss un dono per potersi liberare: uccidere una persona della “red list” (persone potenti e inavvicinabili che tutti vorrebbero uccidere).
Con un piano elaborato, Patrice riesce ad attirare un criminale della red List appassionato d’arte e molto interessato a comprare un'opera di Bagman. Invitato con l’inganno a Miami in occasione dell’annuale esposizione artistica in cui partecipano le più prestigiose gallerie d’arte da tutto il mondo, il criminale viene ucciso sotto gli occhi del pubblico, convinto di assistere ad una performance artistica.
I tre protagonisti riescono così a liberarsi dal controllo della famiglia mafiosa: Patrice e la sua Program Gallery, è finalmente riuscita ad acquisire una immensa fama, Raggie ricomincia una nuova vita in un altro Paese con in tasca un assegno da quasi 1 miliardo di dollari e Gordon prosegue indisturbato il suo lavoro nella panetteria.

## Produzione
Nell'aprile 2022, è stato annunciato che Nicol Paone avrebbe diretto il film, con Uma Thurman, Samuel L. Jackson e Joe Manganiello nel cast, e con Jonathan Jacobson alla sceneggiatura. Successivamente, Dree Hemingway, Maya Hawke e Liv Morgan si sono aggiunte al cast. 

### Riprese
Le riprese principali sono iniziate a New York all'inizio del 2022 ed è stato girato in alcune località del New Jersey, tra cui Hoboken, Jersey City e Lavallette.

## Distribuzione
Nel luglio 2023, Shout! Factory han acquisito i diritti di distribuzione per il Nord America. È stato distribuito negli Stati Uniti il 28 settembre 2023, mentre in Italia è uscito il 6 giugno 2024.

## Accoglienza
In Italia il film ha ricevuto generalmente un'accoglienza negativa. Su Mymovies, Luigi Coluccio scrive che «il film va da una parte all'altra, tra commedia, gangster movie, parodia e heist movie, non trovando mai l'affondo decisivo e vibrante», mentre Alessio Baronci su Sentieri Selvaggi nota che «Non c'è mai davvero nulla di nuovo nel film della Paone ma nell'ultimo atto, fulminante, velocissimo, il film raccoglie i fili disordinatamente organizzati fino a quel momento e trova una sua misura, un suo respiro».